# Jean Verdier

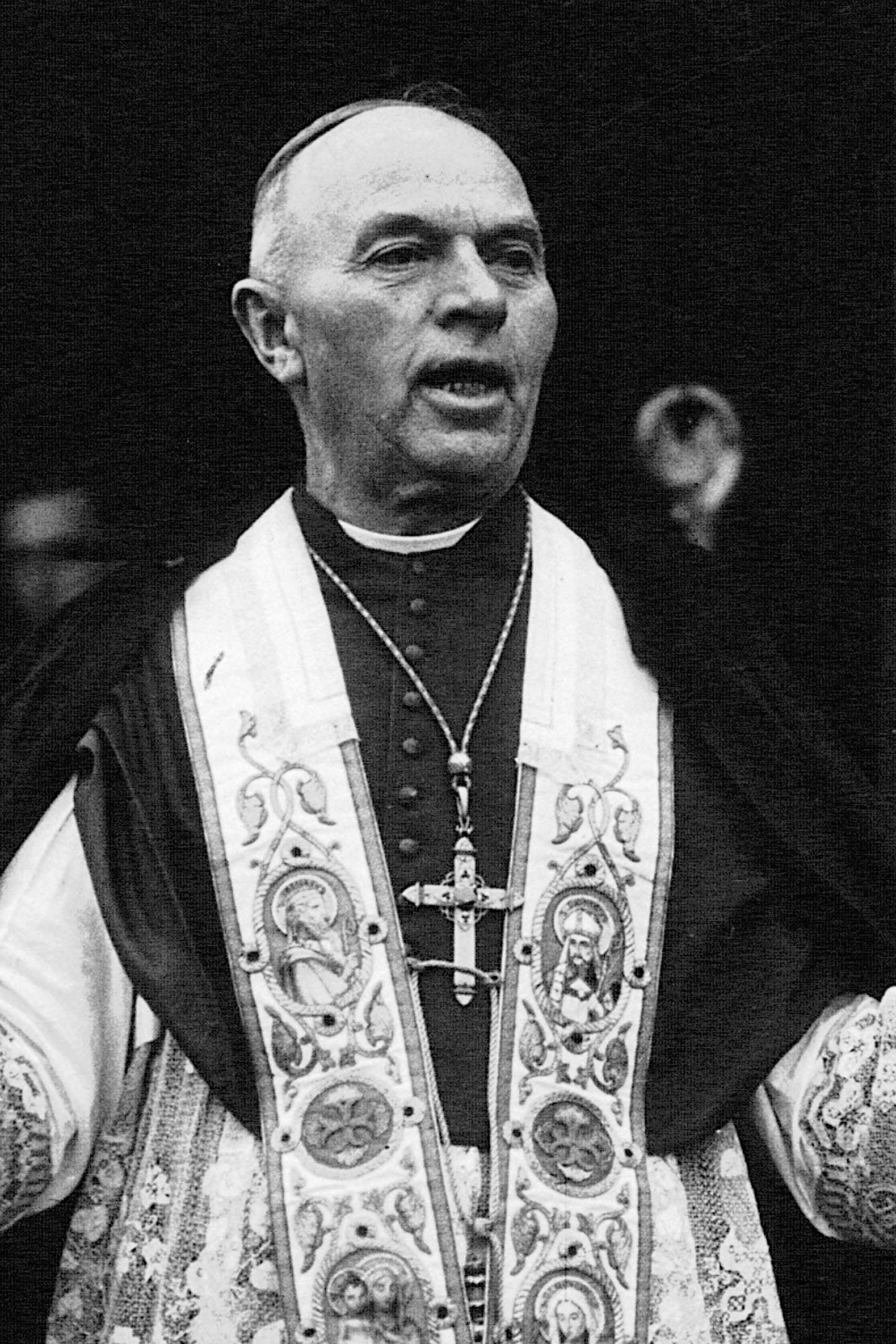
Jean Verdier

Wapen

Jean Verdier (Lacroix-Barrez, 19 februari 1864 - Parijs, 9 april 1940) was een Franse kardinaal en van 1929 tot aan zijn dood aartsbisschop van Parijs.

## Levensloop
Verdier werd geboren in een familie van bescheiden herkomst en studeerde aan het seminarie van Rodez, alvorens hij in 1886 toetrad tot de gemeenschap van de Sulpicianen. Op 5 april 1887 ontving hij het sacrament van de priesterwijding, waarna hij tot in 1898 doceerde aan het seminarie van Périgueux, waarvan hij van 1898 tot 1912 de rector was. Van 1912 tot 1920 werkte Verdier als leraar en overste aan het seminarie Des Carmes in Parijs. In 1923 werd hij erekanunnik van de Notre-Dame van Parijs en van 1926 tot 1929 was hij vicegeneraal-overste van de Sulpicianen, om dan in mei 1929 verkozen te worden tot generaal-overste. Hetzelfde jaar werd hij benoemd tot vicaris-generaal van het aartsbisdom Parijs en apostolisch protonotaris.
Op 18 november 1929 benoemde paus Pius XI hem tot aartsbisschop van Parijs. Op 16 december kreeg hij tevens de titel van kardinaal, waarmee hij de eerste sulpiciaan in het College van Kardinalen werd. Al snel na zijn benoeming als aartsbisschop beval hij alle Franse priesters om uitgebreid onderzoek te doen naar alcoholisme in hun parochies. Voor de sterk groeiende bevolking van zijn aartsbisdom zette hij in 1930 een groot programma van kerkenbouw op: Les chantiers du cardinal ('de bouwwerven van de kardinaal'). In de jaren 1930 nam hij als pauselijk legaat deel aan verschillende evenementen en in 1939 was hij aanwezig bij het conclaaf dat Pius XII tot paus verkoos.
Verdier was een tegenstander van het fascisme en noemde de Tweede Wereldoorlog een kruistocht om de vrijheid van alle mensen te behouden. Naast zijn moedertaal Frans sprak hij vloeiend Duits en Italiaans. Zijn kennis van het Engels was echter zeer zwak, waardoor hij bij internationale bezoeken steeds een tolk aan zijn zijde had.
Kardinaal Verdier overleed in april 1940, 76 jaar oud. Hij werd bijgezet in de Notre-Dame van Parijs.
- Bibliothèque nationale de France: cb12128757v (data)
- Catàleg d'autoritats de noms i títols de Catalunya: 981058615577506706
- Gemeinsame Normdatei: 11737105X
- International Standard Name Identifier: 0000 0001 0915 3474
- Library of Congress Control Number: n2020044709
- Base Léonore: LH//2687/3
- Nationale bibliotheek van Australië: 61539758
- Nationale Bibliotheek van Israël: 987008917487405171
- Nederlandse Thesaurus van Auteursnamen: 070498393
- Réseau des bibliothèques de Suisse occidentale: 02-A012343474
- Istituto Centrale per il Catalogo Unico: SBLV241439
- SNAC: w6dw7wg6
- Système universitaire de documentation: 068530706
- Virtual International Authority File: 73887785